# Giusina in Cucina
Giusina in Cucina è un programma televisivo culinario in onda dal 2 maggio 2020 su Food Network.
La location di registrazione è l'abitazione di Giusina a Milano.

## Il programma
Il programma propone alcune delle ricette tipiche della tradizione siciliana reinterpretate dalla stessa Giusina Battaglia.

## Edizioni
| Edizione | Sottotitolo del programma      | Conduzione        | Messa in onda     | Messa in onda    | Puntate | Rete         |
| Edizione | Sottotitolo del programma      | Conduzione        | Inizio            | Fine             | Puntate | Rete         |
| -------- | ------------------------------ | ----------------- | ----------------- | ---------------- | ------- | ------------ |
| 1ª       | Gusto e Tradizione Palermitana | Giusina Battaglia | 2 maggio 2020     | 2 maggio 2020    | 2       | Food Network |
| 2ª       | Gusto e Tradizione Palermitana | Giusina Battaglia | 11 luglio 2020    | 8 agosto 2020    | 6       | Food Network |
| 3ª       | Gusto e Tradizione Palermitana | Giusina Battaglia | 7 novembre 2020   | 23 gennaio 2021  | 10      | Food Network |
| 4ª       | La Sicilia a tavola            | Giusina Battaglia | 6 marzo 2021      | 8 maggio 2021    | 10      | Food Network |
| 5ª       | La Sicilia a tavola            | Giusina Battaglia | 11 settembre 2021 | 11 dicembre 2021 | 14      | Food Network |
| 6ª       | La Sicilia a tavola            | Giusina Battaglia | 15 gennaio 2022   | 17 dicembre 2022 | 30      | Food Network |

### Prima stagione
| Puntata    | Ricette                                                                       | Data          |
| ---------- | ----------------------------------------------------------------------------- | ------------- |
| Episodio 1 | Rosticceria con panelle e crocchè, arancine al burro, e alla carne, cartoccio | 2 maggio 2020 |
| Episodio 2 | Peperoni in agrodolce, pasta arriminata con broccoli, cassata al forno        | 2 maggio 2020 |

### Seconda stagione
| Puntata    | Ricette                                                                    | Data           |
| ---------- | -------------------------------------------------------------------------- | -------------- |
| Episodio 1 | Pasta con le sarde a mare, sarde a beccafico, crostata al gelo di mellone  | 11 luglio 2020 |
| Episodio 2 | Pasta con i tenerumi, cotolette alla marescialla, treccine con lo zucchero | 11 luglio 2020 |
| Episodio 3 | Lo street food palermitano: Pane, panelle e crocchè                        | 18 luglio 2020 |
| Episodio 4 | Anelletti al forno, involtini di pesce spada, taralli dolci                | 25 luglio 2020 |
| Episodio 5 | Caponata, sfincione e reginelle                                            | 1º agosto 2020 |
| Episodio 6 | Melanzane a beccafico, pizza a modo mio e brioches                         | 8 agosto 2020  |

### Terza stagione
| Puntata     | Ricette | Data             |
| ----------- | --- | ---------------- |
| Episodio 1  | Rosticceria con calzoni, pizzette, rollò con wurstel, rollò con besciamella, pane fritto dolce, Iris con ricotta | 7 novembre 2020  |
| Episodio 2  | Brioche salata ripiena, involtini tuma e biscotti Excelsior                                                      | 14 novembre 2020 |
| Episodio 3  | Polpette di pane, di sarde, di melanzane, involtini gamberoni e cannoli alla crema di ricotta                    | 21 novembre 2020 |
| Episodio 4  | Pasta alla norma a modo mio, grissini e dolcetti di mandorle                                                     | 28 novembre 2020 |
| Episodio 5  | Sfincione bagherese, pastella di verdure palermitane e buccellati della mamma                                    | 5 dicembre 2020  |
| Episodio 6  | Arancine, timballo di riso e melanzane e cuccia con crema di latte, crema di ricotta e crema di cacao            | 12 dicembre 2020 |
| Episodio 7  | Pasta 'ncaciata di Nebrodi, involtini alla palermitana e patate al forno, cassata al forno                       | 19 dicembre 2020 |
| Episodio 8  | Pasta c'anciova, calamari ripieni e sfoglio delle Madonie                                                        | 9 gennaio 2021   |
| Episodio 9  | Carciofi a viddanedda, peperoni imbottiti e sfince di San Giuseppe                                               | 16 gennaio 2021  |
| Episodio 10 | Pasta Favignana, involtini di melanzane e cassatelle                                                             | 23 gennaio 2021  |

### Quarta stagione
| Puntata     | Ricette | Data           |
| ----------- | --- | -------------- |
| Episodio 1  | Gateau al ragu, torta salata di verdure e cassata di panettone                                                                                                  | 6 marzo 2021   |
| Episodio 2  | Agrodolce di carciofi, Carciofi alla stracciatella e crostata di carciofi                                                                                       | 13 marzo 2021  |
| Episodio 3  | Pasta ca' munnizza' (pasta con le sarde), tortino di sarde gratinate al forno e pan d'arancio                                                                   | 20 marzo 2021  |
| Episodio 4  | 'Nfriulate di Ciminna (focacce farcite con carne trita), cacio all'Argentiera, cassatelle di Agira                                                              | 27 marzo 2021  |
| Episodio 5  | Tagano di Aragona, Brociolone e ruota di salsiccia | 3 aprile 2021  |
| Episodio 6  | Pasta al nero di seppia, seppioline in umido e rotolo di ricotta con gocce di cioccolato                                                                        | 10 aprile 2021 |
| Episodio 7  | Pizza di pane, fettina panata alla palermitana, pane fritto con l'acciuga e biancomangiare                                                                      | 17 aprile 2021 |
| Episodio 8  | Focaccia messinese, sformato di broccoli, Minni di Virgini | 24 aprile 2021 |
| Episodio 9  | Spaghetti al pesto di pistacchi e gamberi di Mazara del Vallo, bucatini con broccoli "arriminati", con cavolfiore, zafferano, uvetta e pinoli e pasta Trinacria | 1º maggio 2021 |
| Episodio 10 | Pane cunzato farcito con pomodori, origano e acciughe, crespelle catanesi e biscotti ca liffia                                                                  | 8 maggio 2021  |

### Quinta stagione
| Puntata     | Ricette                                                                                                   | Data              |
| ----------- | --- | ----------------- |
| Episodio 1  | Busiate, tonno a sfincione e rianata                                                                      | 11 settembre 2021 |
| Episodio 2  | Pasta picchio pacchio, cucchie e baci panteschi                                                           | 18 settembre 2021 |
| Episodio 3  | Pasta all’uminina, fuata e ciardoni                                                                       | 25 settembre 2021 |
| Episodio 4  | Pasta alla norma, cudduruni e ciambella al limone                                                         | 2 ottobre 2021    |
| Episodio 5  | Pasta ca'nnocca, pitoni e biscotti                                                                        | 9 ottobre 2021    |
| Episodio 6  | Pasta con sparraceddi assassunati, torta di ricotta e tortino caldo al cioccolato con cuore di pistacchio | 16 ottobre 2021   |
| Episodio 7  | Anelletti al forno, spitini e panbrioche                                                                  | 23 ottobre 2021   |
| Episodio 8  | Risotto con gamberi, calzoni fritti e frutta martorana                                                    | 30 ottobre 2021   |
| Episodio 9  | Patate vastase, cannoli di parmigiano, tetù e teio                                                        | 6 novembre 2021   |
| Episodio 10 | Pasta fritta, moffolette e cabbucio                                                                       | 13 novembre 2021  |
| Episodio 11 | Pasta aglio, olio, peperoncino e bottarga, zucca in agrodolce e sfinci di zucca                           | 20 novembre 2021  |
| Episodio 12 | Sfincione, pizzette fritte con cipolle, acciughe e caciocavallo e sfincette di patate                     | 27 novembre 2021  |
| Episodio 13 | Patate della zia Tanina, arancine burrata e salsiccia e arancine dolci                                    | 4 dicembre 2021   |
| Episodio 14 | Crispelle con acciughe e ricotta, braciole messinesi e buccellato                                         | 11 dicembre 2021  |

### Sesta stagione
| Puntata     | Ricette                                                                                       | Data              |
| ----------- | --------------------------------------------------------------------------------------------- | ----------------- |
| Episodio 1  | Mafalde, Matarocco di Trapani e Savoiardi                                                     | 15 gennaio 2022   |
| Episodio 2  | Risotto con salsiccia, burrata e pistacchi, La guastedda e Nocattoli di Nicosia               | 22 gennaio 2022   |
| Episodio 3  | Scuma fritta, Insalatona pantesca e Pignolata Messinese                                       | 29 gennaio 2022   |
| Episodio 4  | Pasta al ragù di polipetti, Purpiceddi affucati e Chiacchiere                                 | 5 febbraio 2022   |
| Episodio 5  | Pasta con patate e mollica, Strombolini e Latte fritto di Naro                                | 12 febbraio 2022  |
| Episodio 6  | Spaghetti al ragù di triglie, Scaloppine di pesce spada e Viennesi Messinesi                  | 19 febbraio 2022  |
| Episodio 7  | Scaccia catanese, Polpette in agrodolce con mandorle e Testa di Turco                         | 26 febbraio 2022  |
| Episodio 8  | Spaghetti acciughe e capperi, Sarde in pastella e Graffe di ricotta trapanesi                 | 5 marzo 2022      |
| Episodio 9  | Scacce ragusane, Sciakisciuka e Genovesi ericine                                              | 12 marzo 2022     |
| Episodio 10 | Pasta 'cu riquagghiu', Carciofi a cotoletta e Gli 'mpanatigghi, i dolci a mezzaluna di Modica | 19 marzo 2022     |
| Episodio 11 | Sfincione di San Vito, Pane cotto Siciliano e Biscotti al pistacchio                          | 26 marzo 2022     |
| Episodio 12 | Polpette di riso ragusane, Panini di San Giuseppe e Frittelle dolci di cavolfiore             | 2 aprile 2022     |
| Episodio 13 | Mitilugghie, Colomba salata e Cassatelle pasquali di Augusta                                  | 9 aprile 2022     |
| Episodio 14 | Pasta 'ncasciata, Involtini di vitello e Pupu cu l’ova                                        | 16 aprile 2022    |
| Episodio 15 | Carciofi ripieni con l'uovo, Guastedda ai carciofi e Biscotti algerini di Palermo             | 23 aprile 2022    |
| Episodio 16 | Crostini palermitani, Crocchette di latte e Biscotti al limone                                | 30 aprile 2022    |
| Episodio 17 | Pasta al ragù di pesce spada, Polpette di pesce spada e Ricci di Palma di Montechiaro         | 17 settembre 2022 |
| Episodio 18 | Cartocciata catanese, Polpettone alla siciliana con il sugo e Ravazzate dolci di Alcamo       | 24 settembre 2022 |
| Episodio 19 | Lumera di Noto, Canazzo e Settembrini                                                         | 1º ottobre 2022   |
| Episodio 20 | Rizzuola fritta, Melanzane all’eoliana e Ciambelline a base di ricotta (Cutumè)               | 8 ottobre 2022    |
| Episodio 21 | Rianella, Timballo ai fiori di zucca e Pasticciotti di Lampedusa                              | 15 ottobre 2022   |
| Episodio 22 | Pizza ripiena, Tuma fritta e Crostata di ricotta con crema di pistacchio                      | 22 ottobre 2022   |
| Episodio 23 | Pasta alla Paolina, Muffolette di Licata e Rame di Napoli                                     | 29 ottobre 2022   |
| Episodio 24 | Bucatini 'ru malu tempu, Polpette di lenticchie alla siciliana e Taralli di Racalmuto         | 4 novembre 2022   |
| Episodio 25 | Pisci d'ovo, Bolognesi e Torta ai pistacchi di Bronte                                                                                              | 11 novembre 2022  |
| Episodio 26 | Polpette di pane e formaggio con patate, Spaghetti in salsa Moresca e Sospiri di monaca       | 19 novembre 2022  |
| Episodio 27 | Pasta ra virigna, Cuzzole Siciliane e Iris di ricotta                                         | 26 novembre 2022  |
| Episodio 28 | Focaccia con salsiccia, Carciofi innevati e Nacatuli eoliani                                  | 3 dicembre 2022   |
| Episodio 29 | Arancine di ricotta, Gateau di verdure e salsiccia e Panelle dolci                            | 10 dicembre 2022  |
| Episodio 30 | Pasta al forno alla Campobellese, Pizza fritta alla Siciliana e Cassata                       | 17 dicembre 2022  |

## Spin-off
| Edizione | Titolo                                          | Conduzione        | Messa in onda    | Messa in onda    | Puntate | Rete         |
| Edizione | Titolo                                          | Conduzione        | Inizio           | Fine             | Puntate | Rete         |
| -------- | ----------------------------------------------- | ----------------- | ---------------- | ---------------- | ------- | ------------ |
| 1ª       | Giusina in Cucina - Seacily Edition             | Giusina Battaglia | 26 giugno 2021   | 31 luglio 2021   | 6       | Food Network |
| 2ª       | Il Calendario dell’Avvento di Giusina in Cucina | Giusina Battaglia | 11 dicembre 2021 | 25 dicembre 2021 | 4       | Food Network |

### Giusina in Cucina - Seacily Edition
| Puntata    | Ricette | Data           | Location           |
| ---------- | --- | -------------- | ------------------ |
| Episodio 1 | Insalata di pesce spada e lenticchie usticesi, spiedini di vitello, rotolo di pasta biscotto con crema e fragole fresche | 26 giugno 2021 | Ustica             |
| Episodio 2 | Spaghetti zucchine, limone e gamberi rosa di Ustica, bombette fritte con ricotta di pecora                               | 3 luglio 2021  | Ustica             |
| Episodio 3 | Busiate al pesto trapanese, Cassata al gelo di anguria, Ciotoline di gelo                                                | 10 luglio 2021 | Ustica             |
| Episodio 4 | Pasta al ragù di tonno, tonno scottato al salmoriglio, brioche con il tuppo, granita di fragole                          | 17 luglio 2021 | Isola di Favignana |
| Episodio 5 | Patate a sfincione, crostone di pane con cipolle e ricotta, ciambelle palermitane con lo zucchero.                       | 24 luglio 2021 |                    |
| Episodio 6 | Polpette di tonno di Favignana, polpo alla catalana, parfait di mandorle.                                                | 31 Luglio 2021 |                    |